# Ana Luiza Koehler
Ana Luiza Koehler (Porto Alegre, 12 de maio de 1977) é uma quadrinista e arquiteta brasileira. 
Mestra em Arquitetura pela UFRGS, trabalha como ilustradora desde 1993, principalmente com o mercado franco-belga de quadrinhos.
Seu primeiro trabalho foi para a editora europeia Éditions Daniel Maghen em 2009, sendo responsável pela arte de dois volumes do romance gráfico Awrah, escrito por Fuat Erkol e Christian Simon. Ana Luiza também trabalhou para editoras como Soleil Productions, Fauvard e DC Comics, entre outras, assim como desenvolvendo ilustrações científicas nas áreas de Arqueologia e História.
Em 2015, Ana Luiza se tornou curadora do Festival Internacional de Quadrinhos. No mesmo ano, publicou no Brasil o romance gráfico independente Beco do Rosário, que fala sobre a modernização de Porto Alegre na década de 1920 através de história ficcional de Vitória, uma jovem que vive na área do Beco do Rosário e sonha em ser jornalista. Os desenhos foram feitos com bico de pena e aquarela. O trabalho foi desenvolvido em paralelo à dissertação de Mestrado da quadrinista, cujo tema era as mudanças urbanas naquela região.
Em 2016, Ana Luiza ganhou o Troféu HQ Mix na categoria "melhor publicação independente de autor" por Beco do Rosário. Uma exposição de arte sobre o livro, exibida na Galeria Hipotética, em Porto Alegre, também ganhou o HQ Mix no mesmo ano na categoria "melhor exposição".